# Švajger
Švajger je priimek več znanih ljudi:
- Anton Švajger (1935—2003), hrvaški zdravnik, pedagog in akademik
- Darja Švajger (*1965), slovenska pevka zabavne glasbe
- Gregor Švajger (*1936), strojnik, gospodarstvenik
- Marija Švajger (*1934), lektorica nemščine
- Mina Švajger, igralka
- Zmago Švajger (1910—1942), slovenski pisatelj in publicist